# Edvin Lagman

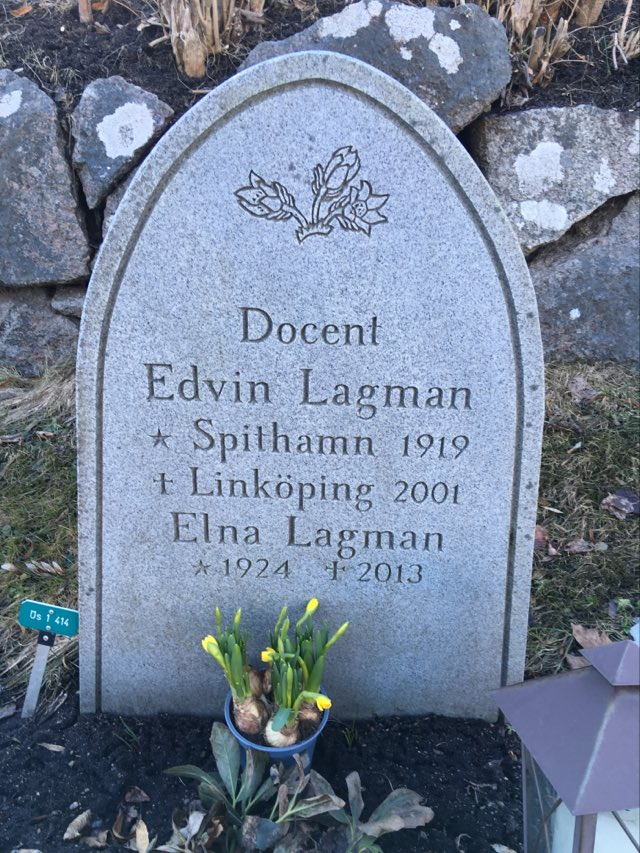
Edvin Lagmans och Elna Lagmans grav på Östra griftegården i Linköping.

Edvin Andersson Lagman, född 3 mars 1919 i Spithamn i Estland, död 8 januari 2001 i Linköping i Sverige, var en estlandssvensk språkforskare.
Lagman föddes i Spithamn i Läänemaa i Estland 1919 som son till Anders Kristjansson Lagman (1882–1976) och Pauline Alexandersdotter Lagman (f. Blees; 1886–1967). Han gick på det svenskspråkiga gymnasiet Svenska privatgymnasiet i Hapsal där han tog examen 1937 och studerade därefter vid Tartu universitet och arbetade i början av 1940-talet som gymnasielärare vid Svenska gymnasiet i Hapsal.
Som de flesta estlandssvenskar flydde han till Sverige efter den sovjetiska ockupationen under andra världskriget, och kom till Sverige 1943. Därefter studerade han vid Uppsala universitet 1943–1947 och blev fil. mag. vid Stockholms högskola 1947, fil. lic. 1954 och fil. dr. 1958 med avhandlingen Studier över Nuckömålets nominala ordbildning och blev sedan docent där. Ursprungligen behandlade hans licentiatavhandling slaviska språk, men en bit in i licentiatstudierna bytte han ämne till nordiska språk i stället. Under 1940- och 1950-talet arbetade han som gymnasielärare i svenska, tyska och franska på Gubbängens gymnasium i Stockholm. Han var ordförande för den estlandssvenska kulturföreningen Svenska Odlingens Vänner åren 1957–1966 och var under många år redaktör för tidskrifterna Kustbon och Estlandssvenskarna.
1967 etablerades en filial till Stockholms universitet i Linköping (sedermera Linköpings högskola och sedan Linköpings universitet) och Lagman blev då filialens förste lektor. Lagman var även drivande i att högskolan skulle få en självständig filosofisk fakultet jämte den tekniska fakulteten och den medicinska fakulteten när högskolan bildades 1967.
Lagman hade själv nuckömål som modersmål, en estlandssvensk dialekt, och arbetade med dialekterna på Nuckö, Nargö samt Vippal och Korkis. Brodern Herbert Lagman (1916–2007) blev även han fil. dr. vid Stockholms universitet 1971 med avhandlingen Svensk-estnisk språkkontakt. Edvin Lagman gifte sig 1947 med Elna Lagman (f. Pettersson; 1924–2013). De ligger begravda på Östra griftegården i Linköping.

## Publikationer (urval)
- Oras, Ants & Lagman, Edvin (1945). Eesti-rootsi sõnaraamat = Estnisk-svensk ordbok
- Lagman, Edvin (1958). Studier över Nuckömålets nominala ordbildning.
- Lagman, Edvin, Bergman, Gösta & Hultman, Charles (1964). Bergvalls ordlista för grundskolan.
- Aman, Viktor & Lagman, Edvin (red.) (1961). En bok om Estlands svenskar 1 Bosättningsområde, historia, andra världskriget och överflyttningen till Sverige, folklig kultur.
- Aman, Viktor & Lagman, Edvin (red.) (1979). En bok om Estlands svenskar 3 A Estlandssvenskarnas språkförhållanden.
- Aman, Viktor & Lagman, Edvin (red.) (1990). En bok om Estlands svenskar 3 B Estlandssvenskar berättar : dialekttexter med översättning och kommentar

## Utmärkelser
- 1993 – Stipendium till Harry Martinsons minne